# Ремасс, Райнис
Ра́йнис Ре́масс (латыш. Rainis Remass, настоящая фамилия Краутманис, латыш. Krautmanis; 15 декабря 1937, Ремаши, Попская волость — 7 октября 2001, Рига) — латвийский литературный критик, переводчик и поэт.
При рождении был назван в честь Райниса, литературный псевдоним образовал от имени родного хутора. Окончил полиграфическое училище и Московский полиграфический институт (1964). Работал печатником, корректором, пожарным, редактором в газете Padomju Jaunatne (с латыш. — «Советская молодёжь»; 1965—1966 и 1978—1980) и еженедельнике Literatūra un Māksla (с латыш. — «Литература и искусство»; 1974—1976), в издательстве «Звайгзне» (1976—1978).
Дебютировал в печати в 1959 году как критик, в 1961 году как поэт. В 1971 г. стал одним из участников первого выпуска альманаха молодых поэтов «Глаза» (латыш. Acis); его публикацию в альманахе одобрил Марис Чаклайс, отметивший в них влияние Евгения Винокурова и попытку «открыть, зафиксировать ершистую, зубастую, пёструю жизнь» (латыш. atklāt, fiksēt spuraino, žuburaino, raibo dzīvi). Выступал со статьями о поэзии и стихотворном переводе, избранные статьи составили сборник «Это поле боя священно» (латыш. Šis karalauks ir svēts; 1979). Составил посмертный сборник избранных сочинений Улдиса Лейнертса «Быть зерну» (латыш. Graudam būt; 1986).
Переводил на латышский язык русскую (Владимир Маяковский, Велимир Хлебников, Илья Сельвинский, Константин Симонов, Николай Рубцов, Евгений Винокуров, Фазиль Искандер), польскую (Константы Ильдефонс Галчинский, Юлиан Тувим, Тадеуш Кубяк), латиноамериканскую (Пабло Неруда, Роберто Фернандес Ретамар), ливскую поэзию. В 2001 году издана книга избранных стихотворений и переводов (латыш. Ūdenszāles un mokas).
Как об исключительно доброжелательном и компанейском человеке вспоминает о Ремассе поэт Юрис Хелдс.
Прах Ремасса был опущен в воды реки Ринда.